# Wilhelm Burgdorf
Wilhelm Burgdorf (Fürstenwalde, Imperio alemán; 15 de febrero de 1895 - Berlín, Alemania; 2 de mayo de 1945) fue un general alemán. 

## Biografía
Sirvió como comandante y oficial del Estado Mayor en el ejército alemán durante la Segunda Guerra Mundial. Burgdorf fue comandante del 529.° Regimiento de Infantería, de mayo de 1940 hasta abril de 1942. En mayo de 1942, fue nombrado subdirector del Departamento de personal del ejército y posteriormente promovido a jefe del mismo en octubre de 1944, una posición que conservó hasta la muerte. Durante este período, también sirvió como ayudante principal de Hitler. Como parte de esta función, desempeñó un papel fundamental en la muerte del Generalfeldmarschall Erwin Rommel. Rommel había sido implicado al tener un papel periférico en el atentado del 20 de julio de 1944 para matar a Hitler. 
Adolf Hitler reconoció que arrastrar al general más popular en Alemania ante un tribunal público causaría un escándalo en todo el país y, en consecuencia, preparó una maniobra. Los generales Wilhelm Burgdorf y Ernst Maisel llegaron a la casa de Rommel el 14 de octubre de 1944. Habían sido instruidos por el Generalfeldmarschall Wilhelm Keitel para que ofreciera a Rommel la elección entre suicidarse con veneno, y recibir un funeral de Estado e inmunidad para su familia, o afrontar un proceso por traición. Rommel se fue con los dos generales y la familia recibió una llamada telefónica, aproximadamente quince minutos más tarde, indicando que había muerto. 
Era uno de los oficiales más leales a Adolf Hitler en los meses finales de la guerra, ya refugiados en el búnker de la Cancillería. Después de los suicidios de Hitler y Joseph Goebbels, se quitó la vida junto con su colega el Jefe de Estado Mayor Hans Krebs. Burgdorf, Goebbels, Krebs y Bormann atestiguaron y firmaron la última voluntad y testamento de Hitler.
Tras la caída de Berlín, su cuerpo junto con el de Krebs, Hitler, Eva Braun, el perro Blondi y los de Eva, Joseph Goebbels, su esposa Magda y sus seis hijos, fueron inicialmente enterrados en un bosque en Brandeburgo el 3 de junio de 1945, pero posteriormente fueron trasladados al complejo del SMERSH —departamento de contrainteligencia de la Unión Soviética— en Magdeburgo y enterrados en los jardines. El 4 de abril de 1970, un equipo del KGB soviético con planos detallados de la ubicación de las tumbas exhumó en secreto cinco cajas de madera con lo que quedaba de los cuerpos, incineraron y machacaron los restos y arrojaron las cenizas al río Biederitz, afluente del cercano río Elba.
- Datos: Q57450
- Multimedia: Wilhelm Burgdorf / Q57450